# Informacijski sistem Carinske uprave RS

## Vloga Carinske uprave RS
Tako kot ostale carinske administracije Evropske unije (v nadaljevanju EU) je glavna naloga Carinske Uprave RS (v nadaljevanju CURS) usmerjena v varovanje evropskega gospodarstva ter zagotavljanje njegove konkurenčnosti na svetovnih trgih. Tako se med osnovne naloge carinske službe štejejo:
 
- varovanje okolja in prebivalstva

- podpiranje zakonitih gospodarskih tokov ter odkrivanje nezakonitega trgovanja

- dodajanje svojega prispevka k večji konkurenčnosti gospodarskih subjektov v smislu poenostavljanja carinskih postopkov ter pospeševanja dobavnih verig zakonitih tokov.

Prvo strategijo je Carinska uprava RS začela načrtovati v letu 1997. V začetku so bile velike sprembe osredotočene na spreminjanje zakonodaje in pripravo pravne podlage za uvajanje novih metod dela v carinski službi.

## Elektronsko poslovanje
Po osamosvojitvi R Slovenije leta 1991 je slovenska carinska služba opravljala carinske postopke izključno v papirni obliki. Z razvojem informacijske tehnologije je v letu 1996 prvič uvedla informacijsko podporo. Programsko rešitev so v CURS poimenovali CIS (carinski informacijski sistem) kateri je delal v DOS sistemu. S pomočjo tega programskega orodja je začela carinska služba spremljati carinske postopke tudi v elektronski obliki. Zakonodaja je takrat bila še vedno zastavljena tako, da podatki, ki se hranijo v elektronski obliki še vedno nimajo pravnega pomena. Zaradi takšne zakonodaje je carinska služba poslovala dvotirno. Elektronski podatki so carinski službi služili bolj kot podpora za izdelavo računov (obračun dajatev), evidentiranje postopkov, izdelavo analitičnih izpisov ipd. Papirna oblika dokumentacije pa je imela pravno podlago v izvajanju carinskih postopkov.

## Zametki razvoja informacijskih sistemov
Prva leta po vstopu Republike Slovenije v Evropsko Unijo leta 2004 je CURS še vedno delovala na način kot je bil opisan v poglavju elektronsko poslovanje. Prvi zametki, kateri so začeli carinske administracije EU siliti k uvajanju elektronskega poslovanja so se začeli v letu 2004. Takrat je bilo s strani Evropske komisije državam članicam naloženo, da je potrebno Skupnostne tranzitne postopke izvajati s sistemom za avtomatsko obdelavo podatkov. Zaradi obsežnosti projekta je bil carinskim administracijam EU predpisan kot zadnji rok za uvedbo 01.07.2005. Da je slovenska administracija zadostila pogoju Evropske komisije je takrat kupila grško različico programskega orodja.

Odločen premik v smislu uvedbe elektronskega poslovanja je zapisan v Lizbonski strategiji, katera nalaga državam članicam EU, da morajo poskrbeti k povečanju konkurenčnosti gospodarstva EU. Na podlagi Lizbonske strategije je prišlo v Evropski uniji do sprememb zakonodaje na področju postopne uvedbe elektronskega poslovanja in povečanja poenostavljenih postopkov pri uvozu in izvozu blaga. S takšno korenito spremembo v zakonodaji je EU omogočila svojim carinskim administracijam pričetek resnih priprav za uvedbo informacijskega sistema.

## Razvoj informacijskega sistema
Da bi novo sprejeta Zakonodaja tudi dejansko zaživela je Evropska Komisija tudi določila roke za uvedbo posameznih sistemov. Da bi Carinska Uprava RS učinkovito izvedla zahteve Evropske Komisije se je v letu 2006 odločila, da bo sama začela razvijati svoj informacijski sistem katerega bo lahko tudi prilagajala nacionalni zakonodaji. S tem bi se tudi povečaa učinkovitost informacijskega sistema. Zaradi obsežnosti naloge je bil na javnem razpisu izbran tudi zunanji izvajalec, kateri poskrbi za programski razvoj informacijskega sistema. 

Informacijski sistem je zastavljen tako, da deluje v internetnem okolju. Vse aplikacije pa so vključene v platformo informacijskega sistema katere se med seboj skladno s potrebami tudi povezujejo.

## Portal SICIS
Informacijski sistem je slovenska carinska administracija poimenovala Slovenski carinski informacijski sistem -portal SICIS (angl. Slovenian customs information system). Znotraj portala SICIS tako sedaj deluje več sistemov. Glavni sistemi v postopku carinjenja so :

- SIAES izvozni carinski postopek (angl. Slovenian automated export system)

- SIAIS uvozni carinski postopek (angl. Slovenian automated import system)

- SINCTS tranzitni carinski postopek (angl. Slovenian national transit custom system)

Sam informacijski sistem pa ni hermetično zaprt. Zaradi uvedbe elektronskega poslovanja, katerega uspešno koristijo gospodarski subjekti, deluje portal SICIS v notranji in zunanji domeni. Tako deluje v zunanji domeni napram drugim carinskim administracijam EU in gospodarskim subjektom kateri koristijo storitve carinske službe (uvoz in izvoz).

Glede na to, da vsaka carinska administracija (27 držav) rešuje informacijsko podporo na svoj način je Evropska Komisija za vsako področje izdelala tehnično dokumentacijo katere se morajo vse administracije tudi strogo držati. V tehnični dokumentaciji je predpisano kateri podatki so obvezni in kateri so opcijski. Ravno tako pa je tudi predpisano, da morajo ti podatki biti poslani v xml obliki, katero morajo podpirati vsi informacijski sistemi držav članic EU.

## Podsistemi portala SICIS
Carinska Uprava RS je že od samega začetka strmela k temu, da bi bil informacijski sistem čim bolj učinkovit. Posledično so se začeli razvijati različni podsistemi kateri povečujejo njegovo funkcionalnost. Takšni podsistemi so:

- Sistem ECS (angl. export control sistem). Je podsistem sistema SIAES ter služi dokazovanju izstopa blaga iz Skupnosti.

- Sistem poslovnih pravil. Ta sistem skrbi in opozarja na pravilnost izpolnjevanja deklaracij skladno s Carinskim Zakonikom Skupnosti, Zakonom o upravnem postopku ipd.

- sistem analize tveganja. Njegova naloga je, da identificira tvegane pošiljke katere pooblaščene uradne osebe ustrezno kontrolirajo.

- Sistem EORI (angl. economic operator indentification number). Ta sistem preverja EORI številke gospodarskih subjektov.

- Sistem GCUKOD preverja zneske garancij gospodarskih subjektov

## Zaključek
CURS je začela razvijati informacijski sistem v letu 2006. Kot prvo programsko orodje katero se je začelo uporabljati v letu 2007 je bil izvozni carinski postopek. Nato pa so si sledile še druge programske rešitve. Od leta 2006 pa do danes se je na področju carinjenja blaga s pomočjo informacijskega sistema portal SICIS ter spremembo zakonodaje na evropski ravni naredil ogromen napredek. Tako sedaj na področju carinjenja blaga CURS napram gospodarskim subjektom ter drugim državam članicam posluje elektronsko v celoti. Z uvedbo elektronskega poslovanja je CURS uspelo skrajšati izvedbo carinskih postokov. Na ta način je CURS prispeval da se gospodarski tokovi izvajajo hitreje ter z manjšimi stroški za gospodarske subjekte. S spremembo zakonodaje katera uvaja polno pravno veljavo elektronskemu zapisu podatkov pa je CURS tudi napram okolju prijazen organ.